# Ahmet Demir (Politiker)
Ahmet Demir (* 2. Jänner 1983 in Zams) ist ein österreichischer Politiker (GRÜNE) und Jugendberater. Er war von 2013 bis 2018 Abgeordneter zum Tiroler Landtag.

## Leben
Demir besuchte zwischen 1990 und 1994 die Volksschule Bruggen in Landeck und absolvierte danach von 1994 bis 2003 das BRG/BORG Landeck, wo er die Matura ablegte. Er besuchte in der Folge zwischen 2003 und 2005 die Pädagogische Akademie in Stams, die er mit als Diplompädagoge abschloss. 2006 leistete er seinen Zivildienst beim Österreichischen Jugendrotkreuz ab. Zudem studierte er ab 2012 Politikwissenschaften an der Universität Innsbruck. Demir war ab 2007 Jugendberater bei ZEMIT und Info Eck Imst und befindet sich derzeit in Bildungskarenz.
Demir wurde bei der Gemeinderatswahl 2010 in den Gemeinderat von Landeck gewählt und ist Sprecher der Grünen Zuagroasten. Er kandidierte bei der Landtagswahl 2013 am vierten Platz der Grünen-Landesliste sowie auf dem ersten Platz im Landtagswahlkreis Landeck. Er konnte in der Folge über die Landesliste in den Landtag einziehen und wurde am 24. Mai 2013 als Landtagsabgeordneter angelobt. Demir war Obmann-Stellvertreter im Ausschuss für Gesellschaft, Bildung, Kultur und Sport.